# Couquèques
 Couquèques  es una población y comuna francesa, situada en la región de Aquitania, departamento de Gironda, en el distrito de Lesparre-Médoc y cantón de Lesparre-Médoc.

## Demografía
| 215 | 207 | 193 | 195 | 195 | 209 |
| Para los censos de 1962 a 1999 la población legal corresponde a la población sin duplicidades (Fuente: INSEE [Consultar]) |     |     |     |     |     |